# Union sportive de Salles
Maillots
Actualités
L'Union sportive de Salles est un club français de rugby à XV fondé en 1904 et basé à Salles.
Le club évolue en Nationale 2 pour la saison 2024-2025.

## Historique

### Montée en première division
Le club est vice-champion de France de deuxième division en 1974 et monte en première division.

#### Trois saisons dans l'élite du rugby français
En 1975 pour sa première saison dans l'élite, le club termine dernier de sa poule et est relégué en groupe B alors que l'élite est réduite de 64 à 40 clubs.
En 1976, Salles deuxième de son groupe derrière Graulhet accède au groupe A et retrouve ainsi l'élite du rugby français.
En 1977, Salles cinquième se sa poule se qualifie même pour les seizièmes de finale du championnat.
L'année suivante, Salles termine dernier de son groupe en championnat et est relégué en groupe B.

#### Retour en première division groupe B
En 1979, il termine deuxième de son groupe en championnat derrière le FC Grenoble et manque de peu la remontée dans l'élite.
L'année suivante, Salles descend en deuxième division, le troisième niveau hiérarchique du rugby français.

### Retour en deuxième puis en troisième division

#### Vainqueur du challenge de l'Essor
L'USS remporte le challenge de l'Essor en 1981 contre l'US Colomiers mais ne parvient pas à retrouver la première division.
Le club reste en deuxième division dans les années 1980. Relégué en 1989, Salles est finalement maintenu grâce à une sanction finalement infligée à l'US Orthez puis au refus du SA Condom de récupérer sa place en première division.
Mais Salles est finalement définitivement rétrogradé la saison suivante.
Depuis le début des années 1990, Salles évolue entre le deuxième et la troisième division.

#### Champion de France de Fédérale 3
L'USS, renforcé par l'ailier Romain Plantey, ancien professionnel remporte le championnat de France de 3e division fédérale en 2016 contre la Jeunesse olympique Prades Conflent Canigou.

#### Accession en Nationale 2
En 2023, le club est promu dans le championnat de Nationale 2.

## Palmarès
- Championnat de France de deuxième division :
  - Vice-champion (1) : 1974
- Championnat de Fédérale 3 :
  - Champion (1) : 2016
- Challenge de l'Essor  :
  - Vainqueur (1) : 1981

## Personnalités du club

### Joueurs célèbres
- Romain Plantey
- Simon Desaubies

### Entraîneurs célèbres
- Xavier Blond